# Innsbrucker Kommunalbetriebe

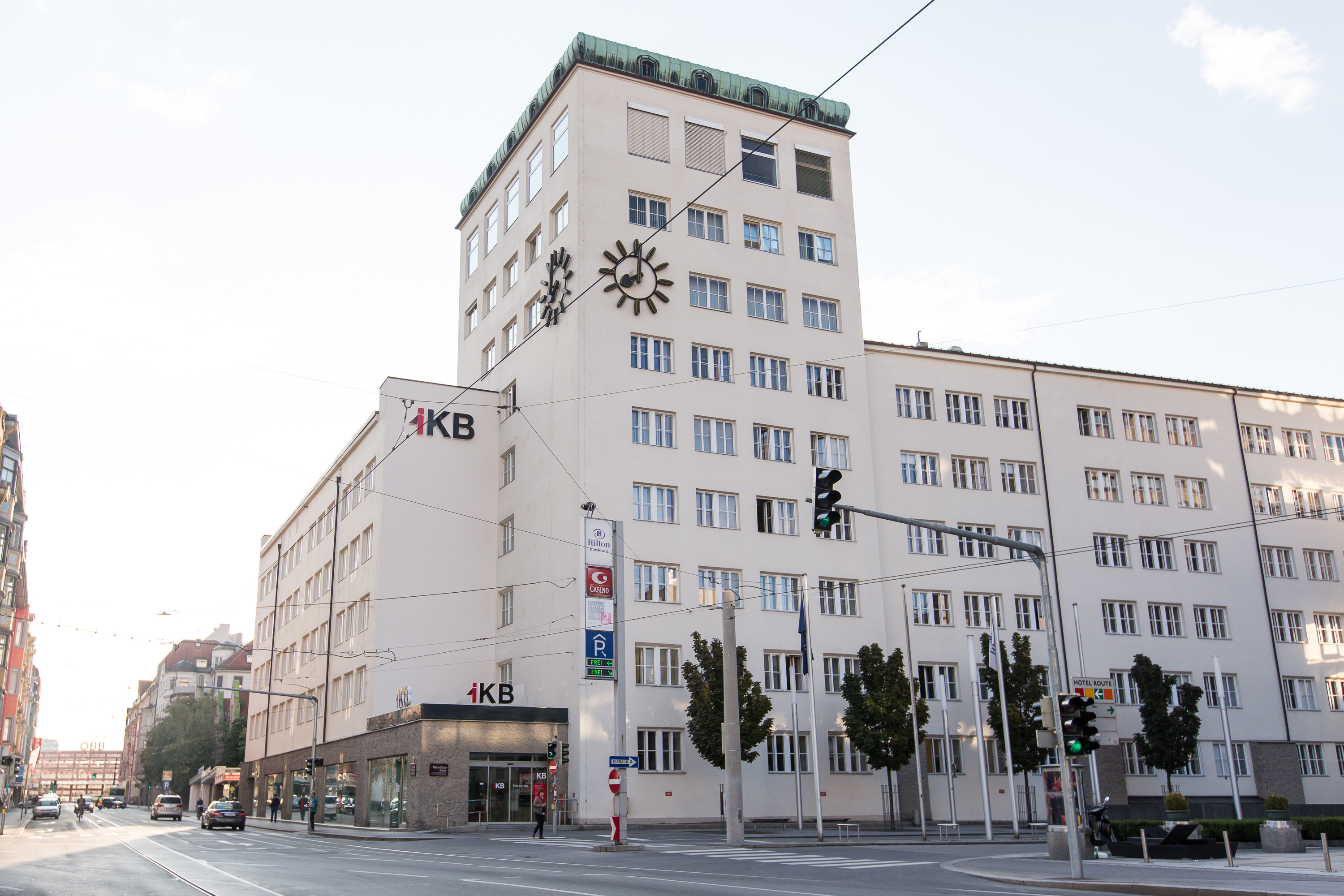
Die IKB-Zentrale in der Innsbrucker Salurner Straße 11.

Die Innsbrucker Kommunalbetriebe Aktiengesellschaft (IKB AG) ist ein kommunales Infrastruktur-Dienstleistungsunternehmen. Die Stadt Innsbruck ist mit 50 % und einer Aktie, die TIWAG-Tiroler Wasserkraft AG mit 50 % minus einer Aktie an der Innsbrucker Kommunalbetriebe AG beteiligt.

## Geschäftsfelder
Zu den Geschäftsfeldern zählen Strom, Wasser, Abwasserreinigung, Abfallentsorgung, Telekommunikation, Bäder/Saunen sowie Energieservices.

## Beteiligungen
Die Beteiligungen der Innsbrucker Kommunalbetriebe Aktiengesellschaft gliedern sich in 4 Teilbereiche.

### Verkehr
Im Bereich Verkehr ist die Innsbrucker Kommunalbetriebe AG an folgenden Firmen beteiligt:
- Innsbrucker Verkehrsbetriebe und Stubaitalbahn GmbH mit 51 %
- Innbus Regionalverkehr GmbH mit 55 %
- Tiroler Flughafenbetriebsgesellschaft m.b.H mit 51 %
- E-VO eMobility GmbH mit 4 %

### Abfalldienstleistungen
Mit der Sparte Abfalldienstleistungen ist die Innsbrucker Kommunalbetriebe AG an
- Mussmann GmbH mit 100 %
- Abfallbehandlung Ahrental GmbH mit 50 %
- Recycling Innsbruck GmbH mit 50 %
- Bauentsorgungsgesellschaft mbH mit 49 %
- Bodenaushubdeponie Ahrental GmbH mit 51 %

beteiligt.

### Energie
Die Beteiligungen der Innsbrucker Kommunalbetriebe AG im Bereich Energie teilen sich folgendermaßen auf:
- Naturstrom Mühlau GmbH mit 62 %
- Bio Heizwerk Steinach a. Br. GmbH mit 51 %
- ProContracting Italia GmbH mit 100 %
- IKB Sonnenstrom GmbH mit 100 %
- EDA Energiewirtschaftlicher Datenaustausch GmbH mit 6,66 %
- e-laden Tirol GmbH mit 100 %

### Wasser / Abwasser
- DAWI Kanalservice GmbH mit 100 %

## Geschichte des Unternehmens
Im Jahre 1858 errichtete die Landeshauptstadt Innsbruck ein Gaswerk, um die Straßen der Stadt zu beleuchten und die Bevölkerung mit Energie zu versorgen.
1890 wurde die erste Hochdrucktrinkwasserleitung der Stadt Innsbruck in Betrieb genommen. Sieben Jahre später entstand in Innsbruck das erste Wasserkraftwerk zur Versorgung der Stadt mit elektrischer Energie.
Bis 1994 wurden die kommunalwirtschaftlichen Kerngeschäfte – das Elektrizitätswerk, das Gaswerk und das Wasserwerk – als Eigenbetrieb der Stadt Innsbruck als Innsbrucker Stadtwerke geführt. Am 11. März 1994 wurden die Innsbrucker Kommunalbetriebe Aktiengesellschaft (IKB AG) als Rahmen- oder Mantelgesellschaft, also als finanzielle Hülle, gegründet. Am 14. September erfolgte die realwirtschaftliche Errichtung der IKB AG durch Einbringung des Elektrizitätswerkes, des Gaswerkes, des Wasserwerkes, der Kläranlage und der Bäderbetriebe. Im selben Zug beteiligte sich die Innsbrucker Kommunalbetriebe AG mit 51 % an der Mülldeponie (IRAB GmbH) sowie mit 96 % an der Innsbrucker Verkehrsbetriebe AG und der Stubaitalbahn AG.
Als weitere Schritte wurden die restlichen 49 % der Geschäftsanteile der IRAB GmbH erworben und die IRAB GmbH mit der Innsbrucker Kommunalbetriebe AG fusioniert. 1998 kaufte die Innsbrucker Kommunalbetriebe AG die Kanalisation der Stadt Innsbruck sowie die städtische Müllabfuhr.
2002 verkaufte der bisherige Alleineigentümer, die Stadt Innsbruck, 25 % plus eine Aktie an die TIWAG – Tiroler Wasserkraft AG. 2003 wurde der Geschäftsbereich Gas ausgegliedert und mit der TIGAS – Erdgas Tirol GmbH fusioniert. 2006 erwarb die TIWAG – Tiroler Wasserkraft AG weitere 25 % minus zwei Aktien.
Von 2003 bis 2021 war Manfried Gantner Aufsichtsratsvorsitzender der Innsbrucker Kommunalbetriebe AG. Im Juli 2021 hat Andreas Altmann den Vorsitz des IKB-Aufsichtsrats übernommen.